# Popper Leó
Popper Leó (Budapest, 1886. november 11. – Görbersdorf, Szilézia (ma: Sokołowsko), 1911. október 22.) magyar művészettörténész, festő, kritikus.

## Élete
Popper Dávid zeneszerző és gordonkaművész fia. Édesapja Prágában született, Leó születésének évében költözött feleségével Budapestre. Popper Dávid a Zeneakadémia tanáraként szerzett hírnevet.
A fiatal Popper Leó Budapesten érettségizett, bizonyítványát 1905-ben kapta meg. Már igen korán feltűnt sokoldalú tehetsége, elsősorban a zene és képzőművészet terén. A Zeneakadémián hegedű szakra járt, 1903-ban a Képzőművészeti Főiskola rendkívüli növendéke volt. 1906 nyarán Nagybányán is megfordult a nagybányai művésztelep tanfolyamán. Leveleiből az is kiderül, hogy Párizsban is rajzolt, festett, sőt szobrászattal is foglalkozott. Kibontakozási lehetőségét igazán azonban a művészetelmélettel foglalkozó esszé és kritika műfajaiban találta meg.
Gyermekkorától kezdve nagy barátság fűzte Lukács Györgyhöz, levelezésük esztétikai, művészetelméleti és filozófiai szempontból is maradandó. Súlyos tüdőbetegségben szenvedett, mely egy németországi szanatóriumban végzett vele. Édesanyja szerint október 21-én, Drezdában hamvasztották el. Nekrológját Lukács írta, a Pester Lloyd című lapban jelent meg 1911. december 18-án.

## Munkássága
1906-ban írta meg Dialógus a művészetről címmel első jelentősebb művét. Legjelentősebb műve az 1910-re keltezett Peter Brueghel der Ältere című monográfia.
A Brueghel-monográfia jelentősége, hogy Popper elveti az akkoriban divatos Brueghel–impresszionizmus, Brueghel–realizmus párhuzamokat, s inkább a Cezanne-nal való rokonságot hangsúlyozza. Megfigyelte, hogy a levegő sem Brueghelnél, sem Cézanne-nál nem oldja föl a testeket, mint az impresszionistáknál, hanem a tárgyak nyelik el azt, s egységes szövetté válnak. Ezt nevezte Popper Allteignak, a különböző szubsztanciák összeolvasztásának. Azt is megjegyezte, hogy Brueghel festményei térbeli eseményeket ábrázolnak, mégis olyanok, mint a falikárpitok. A 20. század későbbi részében Tolnay Károly ezeket tartotta Brueghel művészetének legfontosabb vonásainak.

## Magyarul
- Esszék és kritikák; szerk., jegyz., utószó Tímár Árpád, német tanford. Bonyhai Gábor, Tímár Árpád; Magvető, Bp., 1983
- Dialógus a művészetről. Popper Leó írásai, Popper Leó és Lukács György levelezése; szöveggond., előszó, jegyz., névmutató Hévizi Ottó és Tímár Árpád; MTA Lukács Archívum–T-Twins, Bp., 1993 (Archívumi füzetek)